# الحقبة العيلامية الأولى

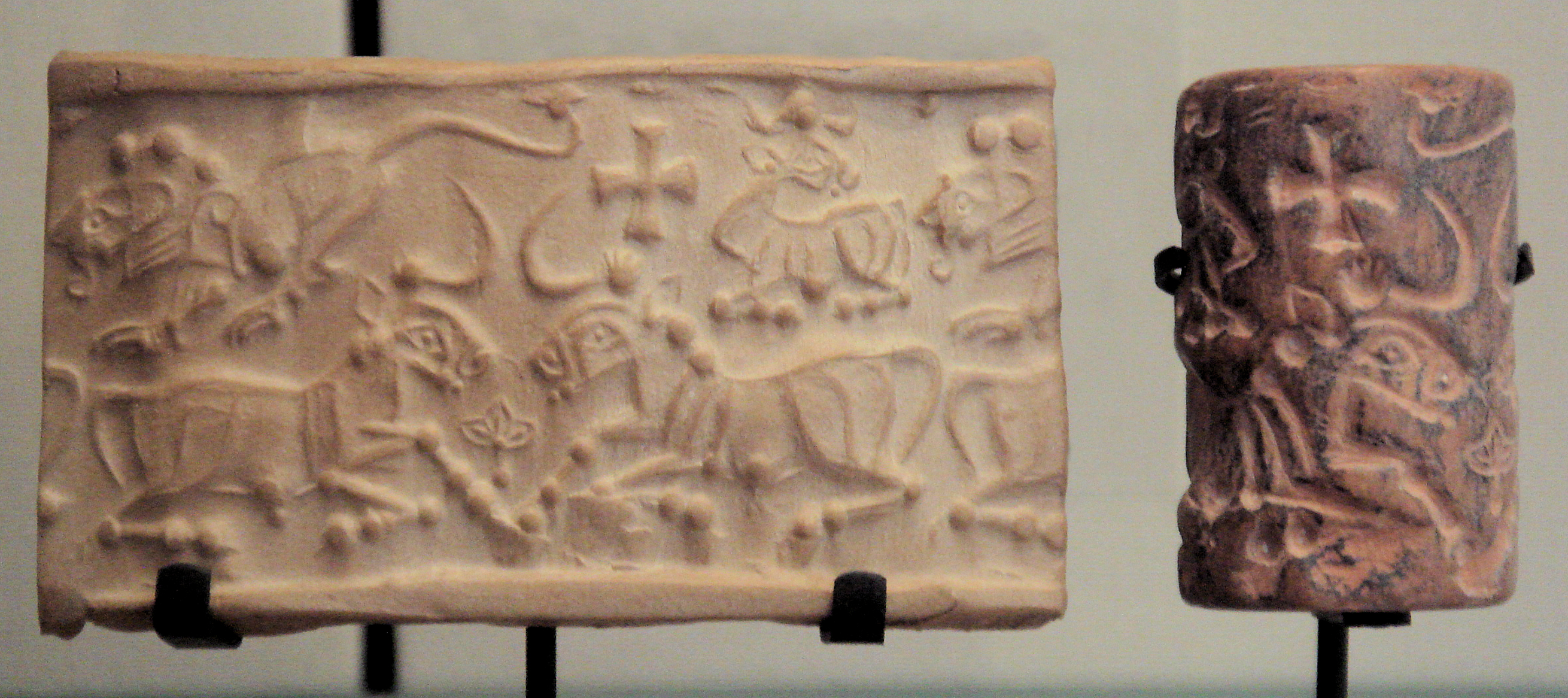
ختم إسطواني من الحقبة العيلامية الأولى يوضع أسودا وثيران، متحف اللوفر.

الحقبة العيلامية الأولى -والمعروفة أيضًا باسم الحقبة الشوشانية الثالثة- هي الفترة الممتدة من حوالي 3400 سنة قبل الميلاد إلى 2500 سنة قبل الميلاد في منطقة عيلام. تتوافق مع أواخر الحقبة البانشيّة من الناحية الأثريّة، وتُعتبر أقدم حضارة في إيران.
اعتُبرت الكتابة العيلاميّة الأولى نظاماً للكتابة في العصر البرونزي المبكر، استُخدم لفترة وجيزة قبل إدخال الكتابة المسمارية العيلامية.

## نظرة عامة
خلال الفترة المُمتدة من 8000 إلى 3700 قبل الميلاد، شَهدت منطقة الهلال الخصيب انتشار المستوطنات الصغيرة المدعومة بالفائض الزراعي. ظهرت العُملات الرمزيّة هندسية الشكل لتمكين عملية الإشراف على هذا الفائض. أقدم تلك العُملات الرمزيّة المعروفة الآن هي تلك الموجودة في موقعين ضمن منطقة زاغروس في إيران: تيبي أسياب وغانغ داريه تيبي.
نشأت حضارة بلاد الرافدين خلال الفترة من 3700 إلى 2900 قبل الميلاد في ظلّ تطوّر الابتكارات التقنيّة مثل المحراث والقوارب الشراعية واستخدام النحاس في الأعمال المعدنيّة. ظَهرت في هذه الفترة ألواح طينية ذات رسومات تصويرية لرموز مختلفة لتسجيل المعاملات التجارية التي تقوم بها المعابد.
تعدّ كلّ من شوشان وأنشان أهم المواقع في الحقبة العيلامية الأولى. يوجد موقع آخر مهم هو تيبي سيالك، وهو المكان الوحيد حاليًّا الذي تُشاهد فيه الزقّورات المتبقية من الحقبة العيلامية الأولى. يعود تاريخ المخطوطات العيلاميّة مفكوكة التشفير التي وُجدت في شوشان إلى هذه الحقبة. يُعتقد بأن الأشخاص في الحقبة العيلاميّة الأولى عيلاميين (ناطقين باللغة العيلامية)، وذلك بسبب أوجه التشابه الثقافية العديدة (على سبيل المثال، بناء الزقّورات)، ولعدم تسجيل أيّ هجرات واسعة النطاق إلى هذه المنطقة خلال الفترة الممتدة بين الحقبة العيلاميّة الأولى والحقب العيلامية اللاحقة. ولكن نظرًا لعدم فك تشفير المخطوطات بعد، ما تزال هذه النظرية غير مؤكّدة.
يدّعي بعض علماء الأنثروبولوجيا، مثل جون ألدن حدوث نمو سريع لتأثير الحقبة العيلاميّة الأولى في نهاية الألفية الرابعة قبل الميلاد، بالإضافة لانخفاض هذا التأثير بنفس السرعة بالتزامن مع تأسيس التجارة البحرية في الخليج العربي بعد عدّة قرون.
عُثر على أعمال فخارية تابعة للحقبة العيلاميّة الأولى يعود تاريخها إلى النصف الثاني من الألفية الخامسة قبل الميلاد في تيبي سيالك، إذ عُثر على كتابات من الحقبة العيلاميّة الأولى، يعود أوّل شكل للكتابة في إيران -على ألواح- لهذه الحقبة. ظهرت أوّل الأختام الأسطوانيّة في الحقبة العيلامية الأولى أيضًا.

## الكتابة العيلاميّة الأولى
من غير المؤكد ما إذا كانت الكتابة العيلاميّة الأولى هي السلف المباشر للكتابة العيلاميّة الخطيّة. يبقى كلا النمطين غير مشفّرين إلى حد كبير، لذلك يمكن اعتبارها مجرد تكهّنات بافتراض وجود علاقة بين الاثنين.
يبدو أن بعض العلامات الصوريّة للحقبة العيلاميّة الأولى قد أُخذت من ألواح الكتابة المسماريّة الأقدم نسبيّاً (حقبة الأوروك اللاحقة) العائدة لبلاد الرافدين، أو ربّما يمكن اعتبارها مُشتقة من أصل مشترك. بينما كُتبت المخطوطات المسمارية الأولى باستخدام التسلسلات الهرمية البصرية، استُخدم التسلسل الخطي في الكتابة العيلاميّة الأولى: علامات رقمية دالّة على الأشياء التي تحصيها، وتُعتبر بعض العلامات غير العددية «صور» للكائنات التي تمثّلها، على الرغم من أنّ الأغلبيّة مجرّدة تمامًا.
استُخدمت الكتابة العيلاميّة الأولى لفترة وجيزة حوالي عام 3000 قبل الميلاد (حقبة جمدة نصر في بلاد الرافدين)، بينما استُخدمت الكتابة العيلامية الخطية لفترة قصيرة مشابهة في الربع الأخير من الألفية الثالثة قبل الميلاد.
بحث مؤيّدو العلاقة بين إيلامو ودرافيديان عن أوجه التشابه بين الكتابة العيلاميّة الأولى والكتابة السّنديّة.

### مجموعة النُقوش
استُخدِمت الكتابة العيلامية الأولى على مساحة جغرافيّة كبيرة للغاية، امتداداً من شوشان في الغرب، إلى تيبي يهيا في الشرق، وربّما أبعد من ذلك. تتكوّن مجموعة النقوش المعروفة حاليّاً من حوالي 1600 لوح، اكتُشفت الغالبية العظمى في شوشان.
عُثر على ألواح الكتابة العيلامية الأولى في المواقع التالية (حسب عدد الألواح المستردّة):
- شوشان (أكثر من 1500 لوح).
- أنشان، أو ماليان (أكثر من 30 لوح).
- تيبي يهيا (27 لوح).
- تيبي سيالك (22 لوح).
- جيروفت (لوحان).
- أوبزاكي (لوح واحد).
- شهر سخته (لوح واحد).

لا يمكن التحقّق من تبعيّة أيّ من الألواح المنقوشة المُستردّة من غازير أو تشوغا ميش أو هيسار للحقبة العيلامية الأولى؛ تتبع ألواح غازير وتشوغا ميش إلى نمط أوروك الرابع أو نمط الكتابة الرقمي، في حين لا يمكن تصنيف الألواح المُستردّة من هيسار في الوقت الحالي. لا تعود غالبية الألواح من تيبي سيالك إلى الحقبة العيلاميّة الأولى، ولكنها تنتمي بشكل أدقّ إلى فترة الاتصال الوثيق بين بلاد الرافدين وإيران التي يُفترض أنها تقابل زمنياً حقبة أوروك الرابعة والخامسة.

### مُحاولات فكّ الشيفرة
على الرغم من أن الكتابة العيلاميّة الأولى ما تزال غير مشفّرة، فإن محتوى العديد من النصوص معروف. هذا ما أمكن تحقيقه بسبب تشابه بعض العلامات، وعلى وجه الخُصوص غالبيّة العلامات العددية، مع نظام الكتابة المسماري الأوّلي المُتّبع حينها في بلاد الرافدين المُجاورة. بالإضافة إلى ذلك، فإنّ عددًا من علامات الكتابة العيلاميّة الأولى هي صور حقيقيّة للكائنات التي تُمثلّها. ومع ذلك، فإن غالبيّة علامات الكتابة العيلاميّة الأولى مجرّدة تمامًا، ولا يمكن فكّ معانيها إلا من خلال تحليل رسومي دقيق للبيانات.
اقتُرحت اللّغة العيلاميّة مرشحةً محتملة استندت النقوش العيلاميّة الأوليّة عليها، إلّا أنّه لا يوجد دليل مؤكّد على ذلك. لم تحتوِ النقوش العيلاميّة الأوليّة التي كانت ذات طابع رسومي فكري بحت -في الواقع- على أيّ معلومات لغويّة، وبعد دراسة فريبيرج 1978/1979 حول علم القياس في الشرق الأدنى القديم، ابتعدت محاولات فكّ التشفير عن الأساليب اللغويّة.
في عام 2012، أعلن الدكتور جاكوب دال من كليّة الدراسات الشرقيّة بجامعة أكسفورد، عن مشروع يهدف لصنع صور عالية الجودة لألواح الطين العائدة للحقبة العيلاميّة الأولى، ونشر هذه الصور على الإنترنت. تأمّل من خلال التعهيد الجماعي للأكاديميين والهواة وعملهم جنبًا إلى جنب أن يُصبح قادراً على فهم هذه الكتابة، على الرغم من وجود الأخطاء وشُحّ الأدلة الصوتية. ساهم دال في صُنع الصّور لما يقرب 1600 لوح من الكتابة العيلاميّة الأوليّة عبر الإنترنت.

## الأختام الإسطوانية في الحقبة العيلامية الأولى
تتشابه الأختام في الحقبة العيلامية الأولى مع الأختام في حقبة الأوروك، إذ تشترك معها في العديد من العناصر الأسلوبية، ولكنها تُبدي تجسيدًا أكثر حيويةً وفرديّة.